# Bothrops neuwiedi
La yarará de cola blanca (Bothrops neuwiedi) es una especie de serpiente venenosa del género Bothrops, de la subfamilia de las víboras de foseta. Habita en forestas del centro de Sudamérica.

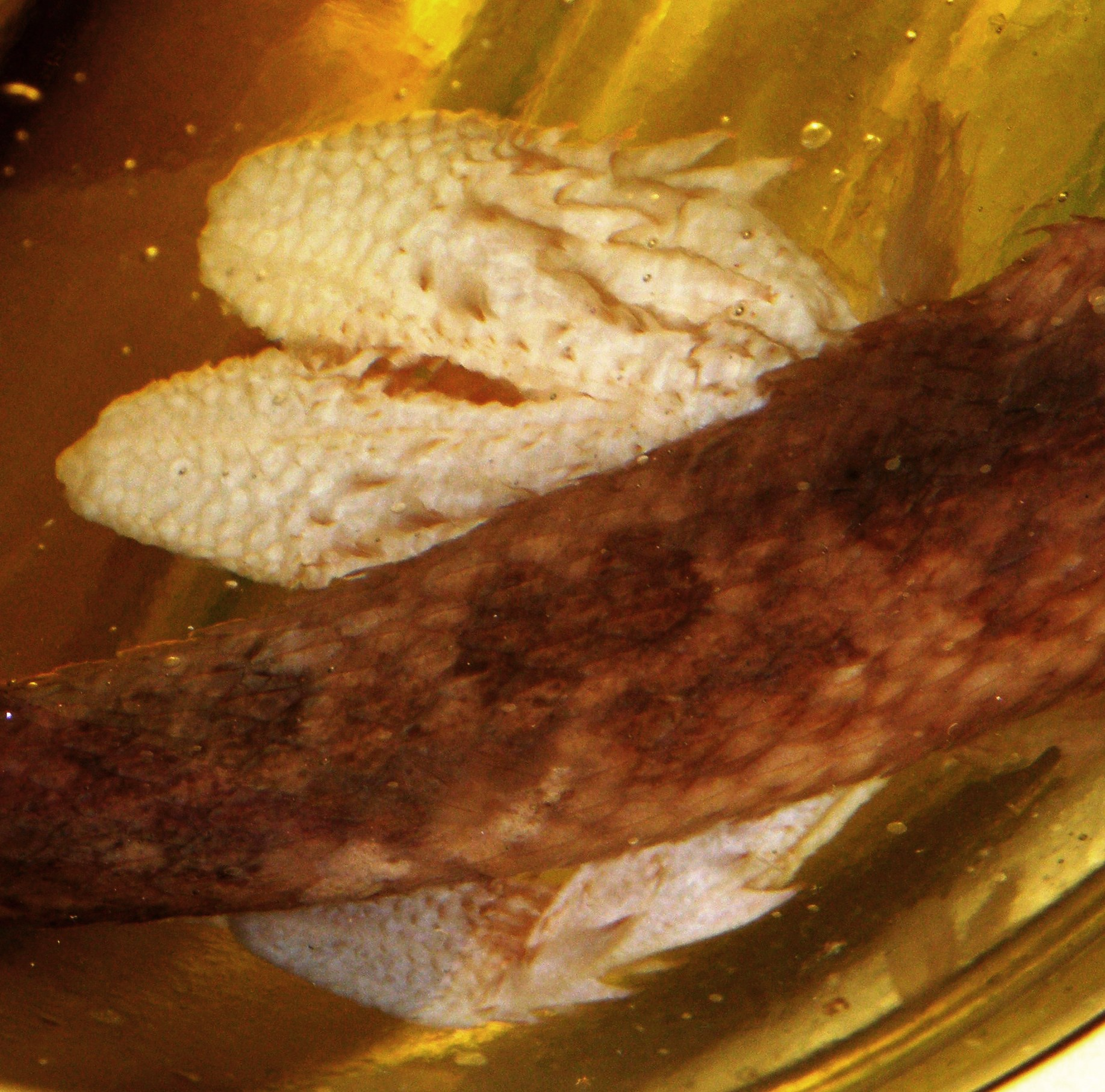
Hemipenes de Bothrops neuwiedi. El macho posee un órgano copulador con dos extremos o hemipenes.

## Taxonomía
Esta especie fue descrita originalmente en el año 1824 por el  herpetólogo J. Wagler, bajo el nombre científico de Bothrops neuwiedi.
Localidad tipo
La localidad tipo es: Estado de Bahía, Brasil. 
Historia taxonómica
Durante el siglo XX fue mantenida en el género Bothrops pero en 2009 fue trasladada a Bothropoides. Finalmente, en el año 2012, luego de una revisión de la morfología, filogenia y taxonomía de las serpientes bothropoides sudamericanas, las especies de ese género fueron nuevamente reincorporadas a Bothrops.

## Distribución y hábitat
Esta especie se distribuye en regiones de América del Sur al este de los Andes y al sur de los 5º de latitud sur. Se hace presente en el Brasil, en los estados de: Maranhão -sur-, Piauí, Ceará, Bahía, Goiás, Mato Grosso, Mato Grosso do Sul, una población aislada en Amazonas, Rondônia,  y todos los estados del sur; en Bolivia, Paraguay, y en buena parte de la Argentina, en las provincias de: Catamarca, Chaco, Córdoba, Corrientes, Entre Ríos, Formosa, Jujuy, La Pampa, La Rioja, Mendoza, Misiones, Salta, San Juan, San Luis, Santa Fe, Santiago del Estero y Tucumán.